# Personaggi di Star Trek (serie televisiva)
Questa è una lista dei personaggi della serie televisiva Star Trek,  apparsi anche in opere derivate dalla stessa, quali fumetti, romanzi e videogiochi.
Kirk, Spock e McCoy, uniti da un forte legame di rispetto e amicizia, sono i personaggi fondamentali della serie. Il loro è un rapporto costantemente conflittuale, soprattutto quello tra Spock e McCoy, caratterizzato da continue schermaglie verbali, ma è in realtà improntato a un forte equilibrio: la fredda logica vulcaniana del signor Spock e l'opposta emotività del burbero dott. McCoy vengono mediate dall'autorevolezza del capitano Kirk, che appare il capo ideale: coraggioso, audace, generoso e, a volte, un po' impulsivo. Kirk, Spock e McCoy sono personaggi di culto per milioni di appassionati e sono entrati ormai a far parte della cultura americana e, più in generale, occidentale.
Gli altri personaggi del cast costituiscono un adeguato contorno ai tre principali. L'assortimento multietnico e multiculturale dell'equipaggio della USS Enterprise, assolutamente inedito per l'epoca, fu appositamente voluto da Gene Roddenberry.

## Personaggi principali
- James T. Kirk, interpretato da William Shatner (stagioni 1-3), doppiato in italiano da Natale Ciravolo e Andrea Lala.[1]
- Spock, interpretato da Leonard Nimoy (stagioni 1-3), doppiato in italiano da Paride Calonghi, Silvano Piccardi e Giancarlo Padoan.[1]
- Leonard McCoy, interpretato da DeForest Kelley (stagioni 1-3), doppiato in italiano da Raffaele Fallica ed Enzo Consoli.[1]
- Montgomery Scott, interpretato da James Doohan (stagioni 1-3), doppiato in italiano da Enrico Carabelli e Diego Reggente.[1]
- Uhura[N 1], interpretata da Nichelle Nichols (stagioni 1-3), doppiata in italiano da Maria Teresa Letizia, Adele Pellegatta e Anna Marchesini.[1]
- Pavel Chekov, interpretato da Walter Koenig (stagioni 2-3), doppiato in italiano da Claudio Beccari e Luca Ward.[1]
- Hikaru Sulu, interpretato da George Takei (stagioni 1-3), doppiato in italiano da Ruggero De Daninos, Ruggero Dondi, Bruno Slaviero e Paolo Turco.[1]
- Christine Chapel, interpretata da Majel Barrett (stagioni 1-3), doppiata in italiano da Laura Rizzoli, Valeria Falcinelli, Rosetta Salata, Lidia Costanzo, Maria Tereza Letizia, Silvana Fantini, Angela Cicorella, Liliana Sorrentino e Piera Vidale.[1]
Ricercatrice medica assegnata all'Enterprise come infermiera capo, Chapel è segretamente infatuata di Spock, con cui ha una breve relazione durante il comando del capitano Pike.[2] Lascia l'Enterprise per seguire un internato col dottor Roger Korby, di cui diviene la compagna; rientra nella Flotta con lo scopo di ritrovare il medico disperso.[3] Dopo il refit dell'Enterprise, Chapel diventa negli anni 2270 il medico capo della nave, lasciando però il posto al dottor McCoy durante la crisi di V'ger (Star Trek); nel 2286 è promossa al rango di comandante (Rotta verso la Terra).
- Janice Rand, interpretata da Grace Lee Whitney (stagione 1), doppiata in italiano da Laura Rizzoli e Valeria Perilli.[1]
Nata nel 2232,[4] Janice Rand serve sull'Enterprise nel 2266 come attendente del capitano Kirk. Per la sua bellezza attrae, tra gli altri, una versione malvagia del capitano Kirk creata da un incidente del teletrasporto[5] e di Charlie Evans, un ragazzo vissuto per diversi anni in solitudine.[6] Nel 2273, durante l'incidente di V'Ger, è l'addetta al teletrasporto dell'Enterprise.[7] Dopo aver lavorato al comando della Flotta Stellare sulla Terra, è promossa guardiamarina e quindi assegnata all'Excelsior, su cui è in servizio nel 2293.[8]

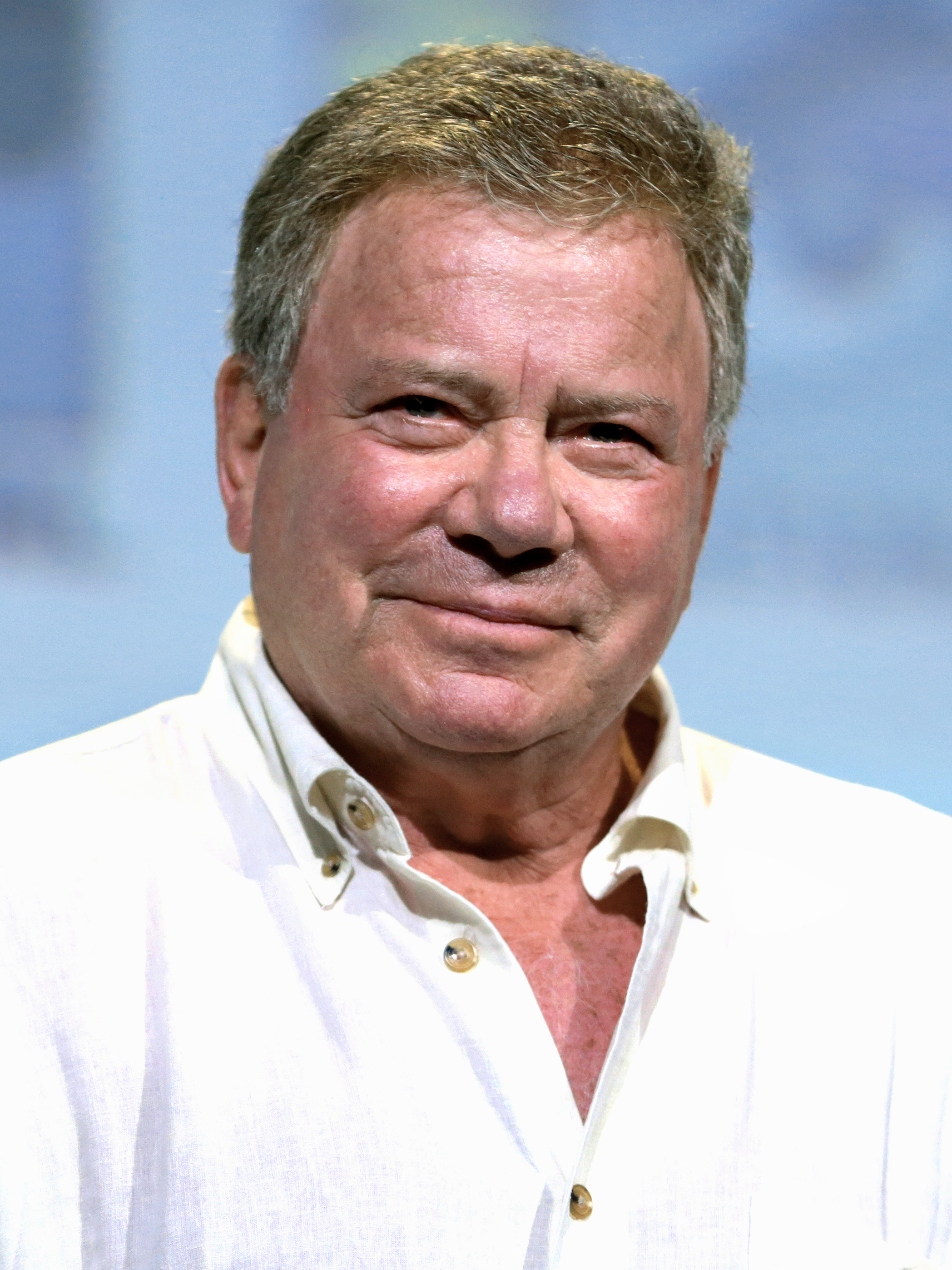
William Shatner, interprete di James T. Kirk
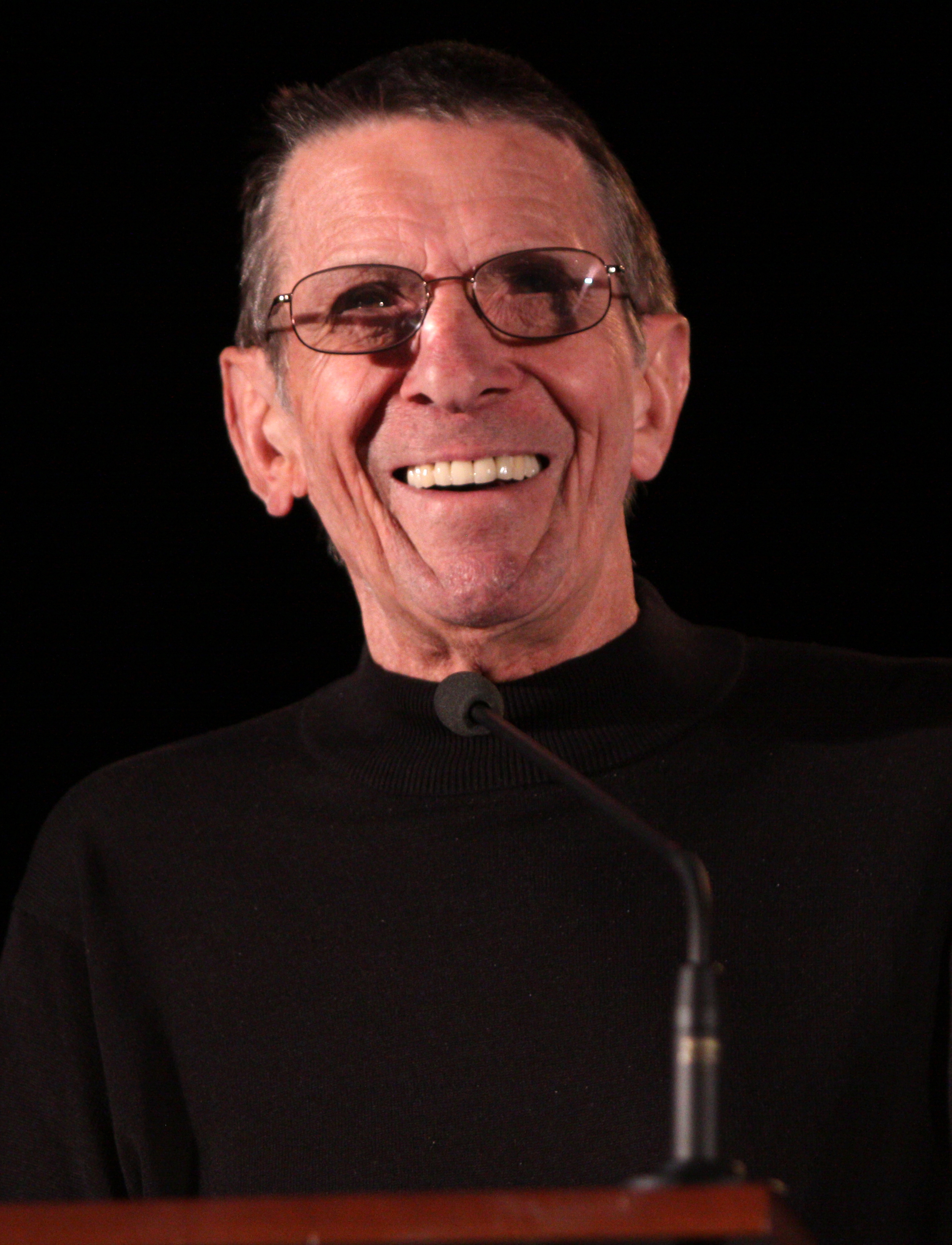
Leonard Nimoy, interprete di Spock
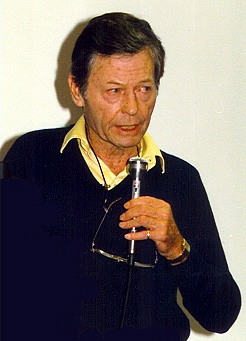
DeForest Kelley, interprete di Leonard McCoy
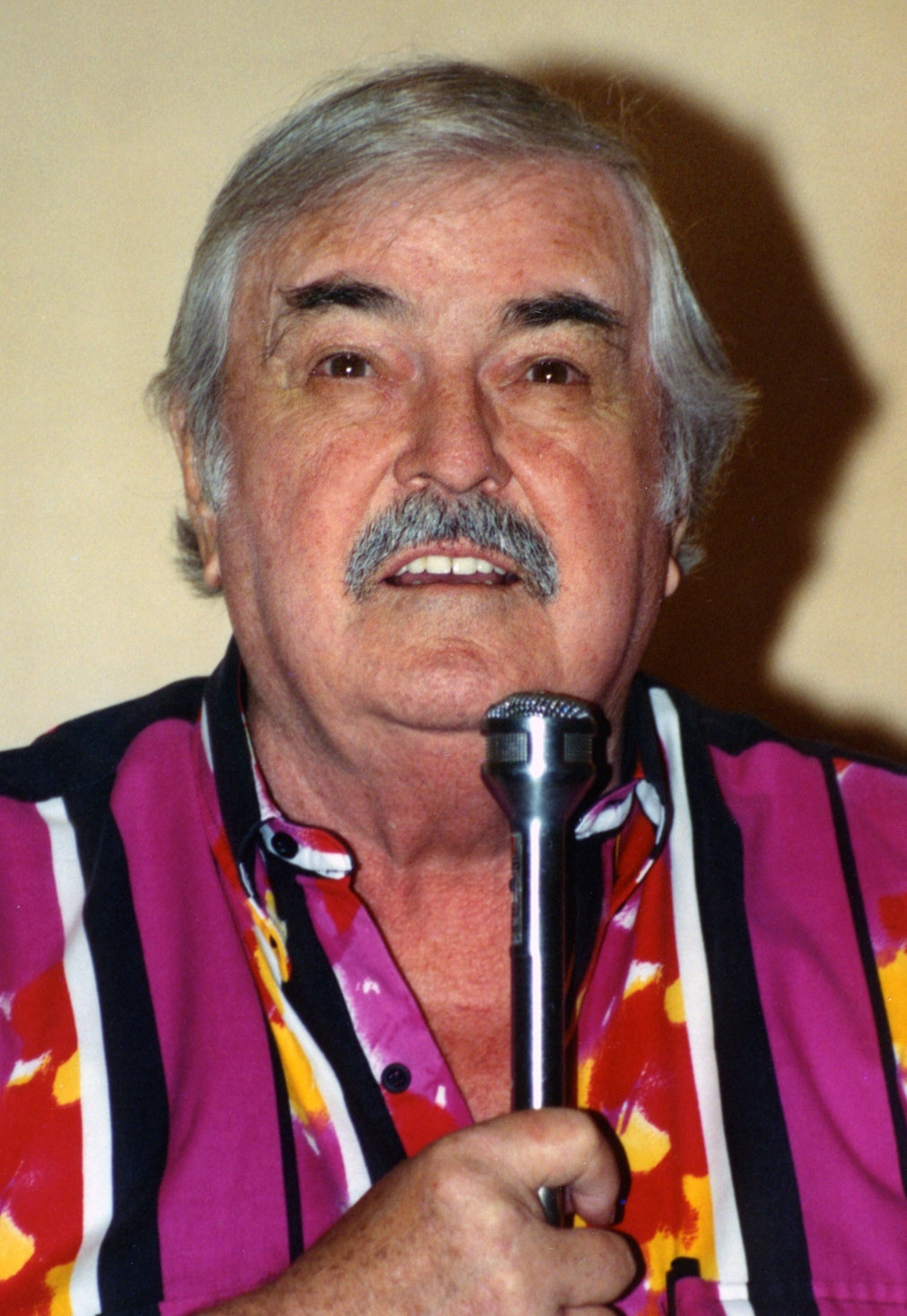
James Doohan, interprete di Montgomery Scott
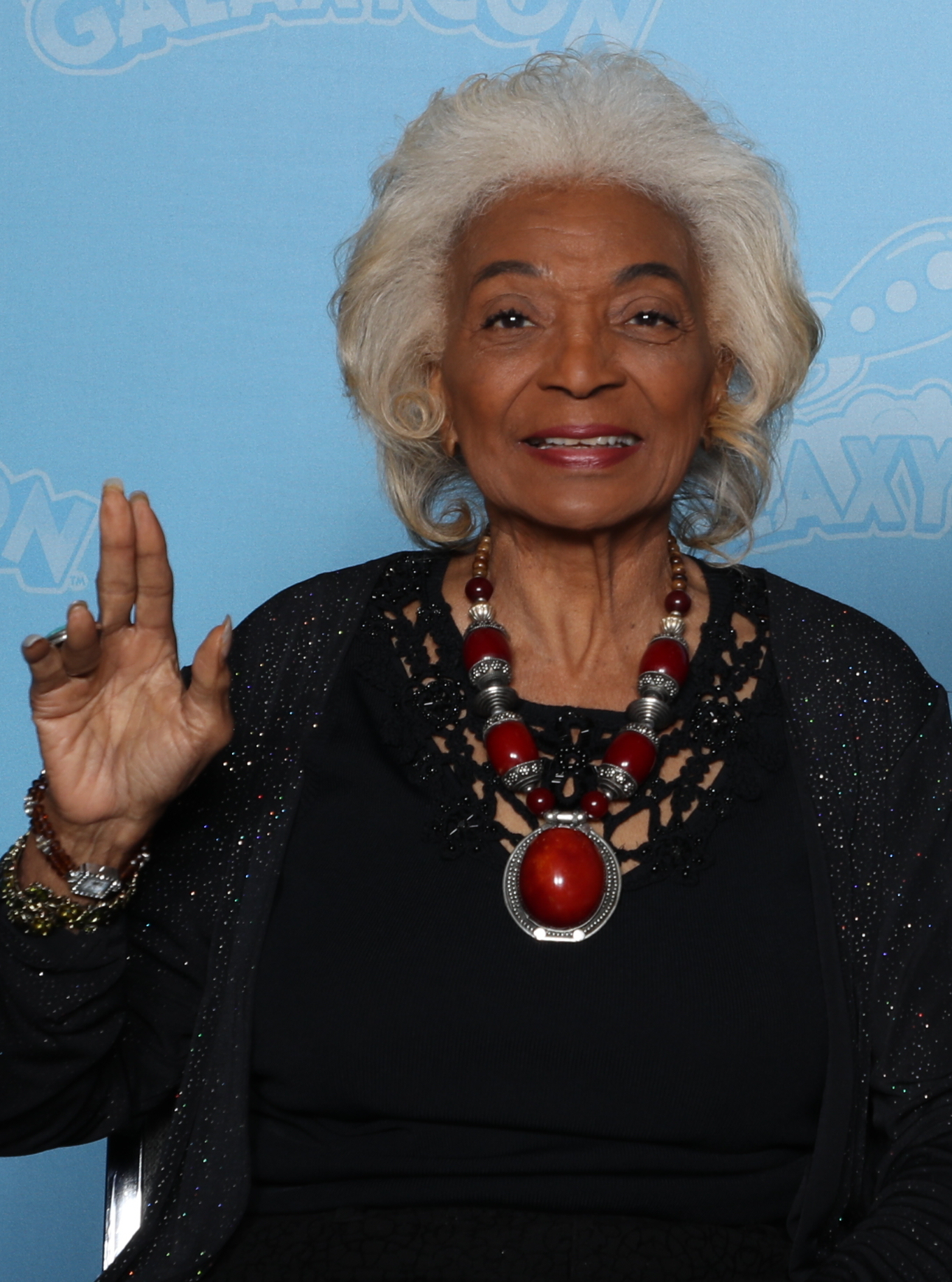
Nichelle Nichols, interprete di Uhura
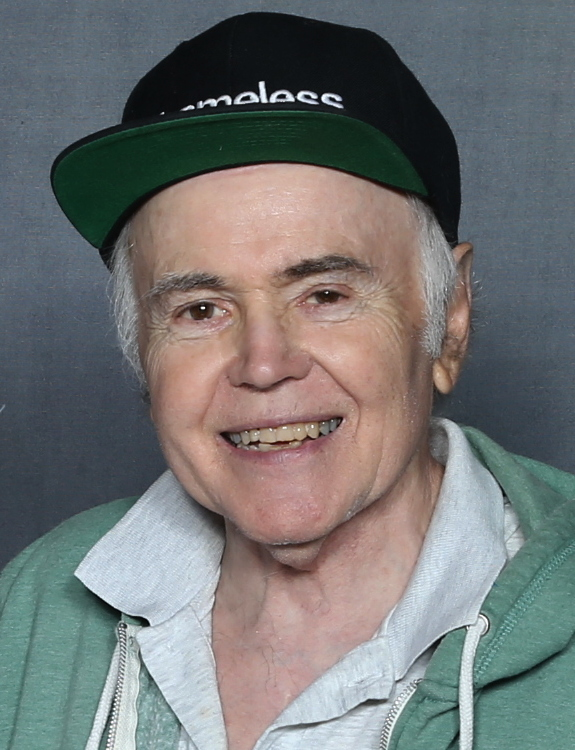
Walter Koenig, interprete di Pavel Chekov
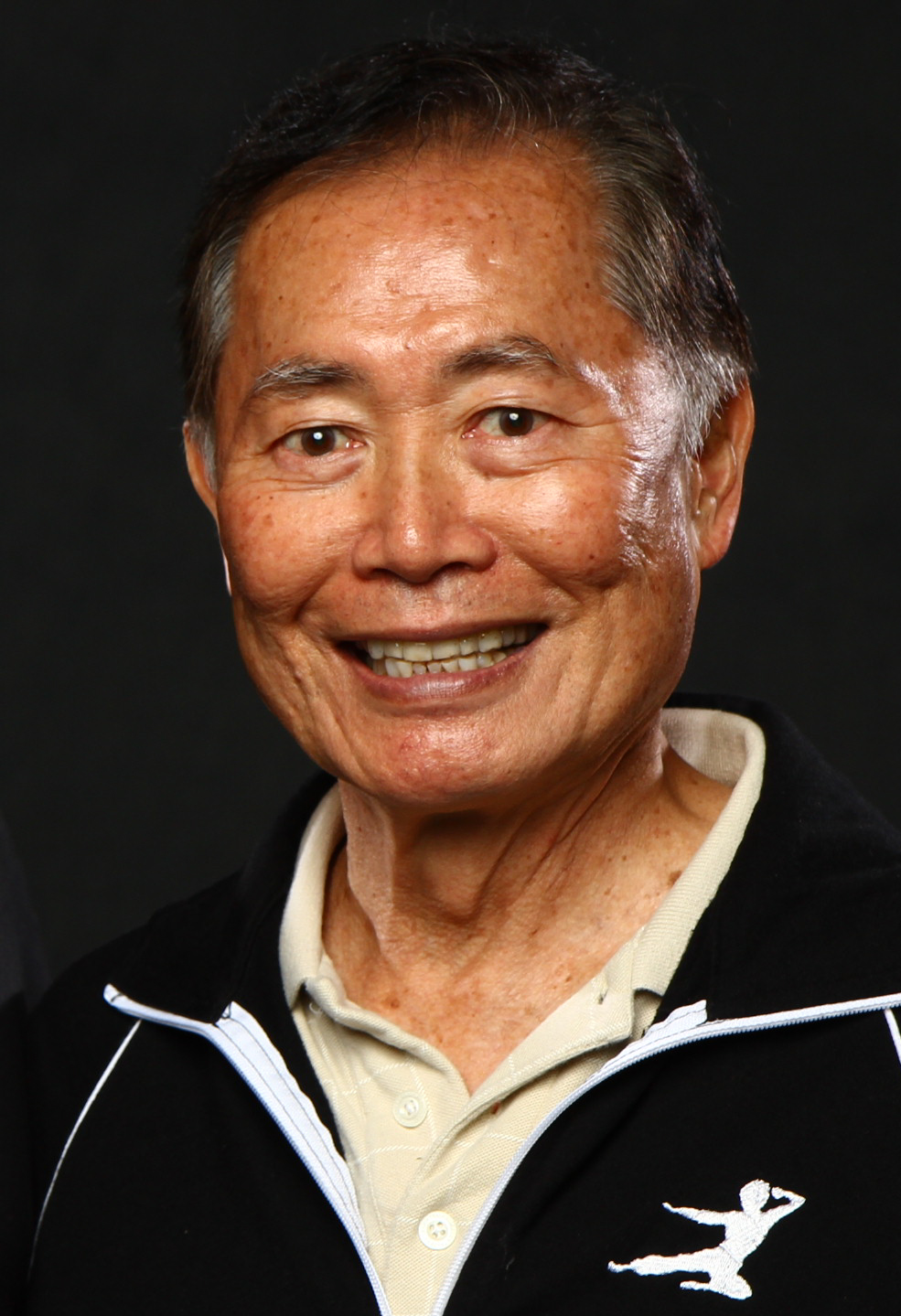
George Takei, interprete di Hikaru Sulu
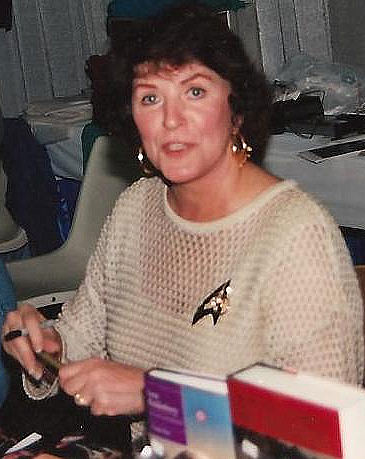
Majel Barrett, interprete di Numero Uno e di Christine Chapel
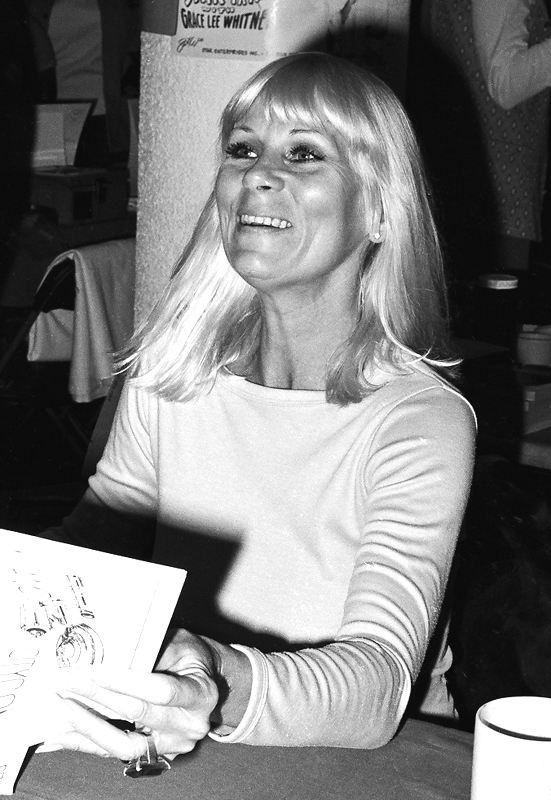
Grace Lee Whitney interpreta Janice Rand

## Personaggi secondari
- Andrea (stagione 1), interpretata da Sherry Jackson, doppiata in italiano da Liliana Sorrentino.[1]
È una sexy androide femminile creata dal dottor Roger Korby e che Christine Chappel definisce come una sorta di "geisha meccanica".
- Balok (stagione 1), interpretato da Clint Howard, doppiato originalmente da Walker Edmiston, doppiato in italiano da Giorgio Favretto.[1]
- Christopher Pike, interpretato da Jeffrey Hunter (stagione 1), doppiato in italiano da Guido De Salvi.
- Compagno (stagione 2), interpretato da Elizabeth Rogers (voce) e da Elinor Donahue.
Il Compagno (in inglese The Companion) è un alieno che appartiene a una specie senziente gassosa non corporea. Un esponente di natura femminile viene scoperto da Zefram Cochrane quasi morente alla deriva nello spazio dopo il 2125. Dopo averlo trasportato su Gamma Canaris III, il Compagno ha curato Zefram Cochrane e gli ha donato l'immortalità ringiovanendogli il corpo, ma costringendolo allo stesso tempo a vivere in solitudine[9]. Nel 2267 il Compagno rapisce alcuni membri dell'Enterprise NCC-1701 per costringerli a far compagnia Cochrane.[10].
- Cyrano Jones, interpretato da Stanley Adams.
Bonario e astuto commerciante intergalattico che ha causato all'equipaggio dell'Enterprise alcuni grossi guai (Animaletti pericolosi).
- Galloway (stagioni 1-3), interpretato da David L. Ross.
Tenente dell'Enterprise, come addetto alla sicurezza prende parte a diverse missioni di sbarco[11][12][13]; durante quella su Eminar IV viene vaporizzato con un phaser dal capitano Ron Tracy mentre difende il capitano Kirk[14]. Nonostante questo, appare in un episodio successivo[15], sebbene venga chiamato solo "tenente".
- Harry Mudd (stagioni 1-2), interpretato da Roger C. Carmel.
È un truffatore terrestre che viene incontrato dall'Enterprise nel 2266 durante un viaggio compiuto (senza licenza) per vendere tre donne che fa sembrare incredibilmente incantevoli grazie all'uso di una sostanza chimica[16]. Arrestato, riesce a fuggire (evitando anche una condanna a morte per un'altra truffa), atterrando su un pianeta abitato da androidi costruiti da una specie di un'altra galassia. Sebbene lo servano, gli androidi gli impediscono di allontanarsi in modo da poterlo studiare. Mudd li convince ad attirare l'Enterprise per poter fuggire, ma è poi costretto a restare sul pianeta, circondato da repliche dell'odiata moglie Stella[17]. Appare anche in un episodio della serie animata[18], nel quale l'attore Roger C. Carmel presta la voce al suo personaggio. Appare anche in Star Trek: Discovery, dove viene interpretato da Rainn Wilson.[19]
- John Kyle (stagioni 1-3), interpretato da John Winston.
Serve sull'Enterprise durante la sua missione quinquennale, sia come addetto al teletrasporto che come navigatore. Negli anni 2280 è promosso comandante e assegnato alla Reliant come ufficiale alle comunicazioni; nel 2285 incontra Khan Noonien Singh su Ceti Alpha VI, dove la Reliant si era recata per delle ricerche preliminari riguardanti il progetto Genesis (L'ira di Khan).
- Kelinda, interpretata da Barbara Bouchet.
Aliena proveniente dalla galassia di Andromeda[20].
- Kevin Riley (stagione 1), interpretato da Bruce Hyde.
Uno dei pochi sopravvissuti al massacro di Tarsus IV ordinato da Kodos nel 2246 (in cui muore suo padre), Riley diviene tenente sull'Enterprise. Durante un'intossicazione che colpisce l'equipaggio, occupa la sala macchine, obbligando l'equipaggio ad ascoltare canzoni irlandesi da lui cantate[21]. Inizialmente impiegato come navigatore, è in seguito trasferito in sala macchine, dove la figlia di Kodos tenta di ucciderlo, portandolo a cercare vendetta su Kodos, che ritiene colpevole; il capitano Kirk lo convince a non ucciderlo[22].
- Khan Noonien Singh, interpretato da Ricardo Montalbán (stagione 1), doppiato in italiano da Franco Odoardi.
È un Umano potenziato, ex dittatore dell'Asia della fine del XX secolo, che, sconfitto, è stato ibernato e abbandonato nello spazio, assieme a tutti gli altri potenziati, a bordo della Botany Bay, dove viene ritrovato e rianimato dall'equipaggio dell'Enterprise. Khan cerca di impossessarsi della nave stellare, ma viene sconfitto da Kirk e abbandonato assieme ai suoi compagni e alla dottoressa McGivers sul pianeta Ceti Alpha V, dove verrà ritrovato molti anni più tardi da Chekov e dal capitano Clark Terrell.
- Kang (stagione 3), interpretato da Michael Ansara. Compare nell'episodio La forza dell'odio (Day of the Dove, 1968).
- Koloth (stagione 2), interpretato da William Campbell.
Comandante klingon. Compare nell'episodio Animaletti pericolosi (The Trouble with Tribbles, 1967). Il personaggio comparirà nuovamente nella serie Star Trek: Deep Space Nine, quale amico di Jadzia Dax, unitamente agli altri tre Klingon iconici della serie classica, Kor e Kang, nell'episodio Patto di sangue (Blood Oath, 1994). L'attore, inoltre, aveva già interpretato l'alieno Trelane nell'episodio Il cavaliere di Gothos (The Squire of Gothos, 1967).
- Kor (stagione 1), interpretato da John Colicos. Compare nell'episodio Missione di pace (Errand of Mercy, 1967).
- Lokai, interpretato da Lou Antonio.
Lokai è un Cheroniano, antagonista del comandante Bele, da cui è inseguito, perché considerato colpevole di tradimento, da 50 mila anni attraverso la Galassia. I due si combattono da un'eternità per motivi razziali: mentre Bele è nero sul lato destro del corpo e bianco su quello sinistro, Lokai al contrario è bianco sul lato destro e nero sul lato sinistro.
- Losira (stagione 3), interpretata da Lee Meriwether.
È una Kalandana, comandante di un avamposto kalandano, vissuta 10 000 anni prima del XXIII secolo. Ultima sopravvissuta del suo equipaggio, morto a causa di un virus letale, prima di morire programma il computer dell'avamposto perché riproduca un ologramma di sé stessa per il sistema di difesa planetaria. L'ologramma è in grado di uccidere al solo tocco provocando l'immediata disgregazione cellulare. Nel 2268 viene scoperta dall'Enterprise capitanata da James T. Kirk, che manda una squadra di sbarco sull'avamposto, e molti dei cui membri vengono uccisi dall'ologramma di Losira. Spock in seguito scopre il computer che la governa, disattivandolo e facendo così scomparire tutti gli ologrammi.
- Marla McGivers (stagione 1), interpretata da Madlyn Rhue.
È un'ufficiale e storica dell'Enterprise. Quando la nave stellare incontra la Botany Bay su cui viaggiano Khan Noonien Singh e altri potenziati in animazione sospesa, la McGivers si innamora di Khan e finisce per tradire l'Enterprise abbracciando la causa dei potenziati[23].
- Numero Uno[N 2] (stagione 1), interpretata da Majel Barrett, doppiata in italiano da Liliana Sorrentino.
- Roberta Lincoln (stagione 2), interpretata da Teri Garr.
Simpatica e stralunata assistente di Gary Seven[24].
- Roger Korby (stagione 1), interpretato da Michael Strong.
È un rinomato scienziato del XXIII secolo, professore ed ex insegnante dell'infermiera Christine Chapel, con la quale ha avuto in passato una relazione romantica. Gravemente ferito in seguito all'esposizione al freddo durante una spedizione su Exo III, ha scoperto sul pianeta un'antica civiltà di androidi, grazie alle tecniche dei quali ha costruito un corpo androide in cui ha trasferito la sua coscienza.
- Sam Kirk (stagione 1), nome completo George Samuel Kirk, interpretato da William Shatner.
Sam Kirk è il fratello di James T. Kirk, anch'egli membro della Flotta Stellare che muore sulla colonia umana sul pianeta Deneva.[25] Il personaggio riappare nel film della Kelvin Timeline, Star Trek, e nella serie televisiva Star Trek: Strange New Worlds.
- Sarek (stagione 2), interpretato da Mark Lenard.
Vulcaniano, padre di Spock e marito di Amanda Grayson, Sarek compare solo in un episodio della serie classica[26]. Il personaggio riapparirà in seguito, interpretato da Mark Lenard o da altri attori, in svariate altre serie e film del franchise.
- T'Pau (stagione 2), interpretata da Celia Lovsky.
Giudicessa vulcaniana, appare nell'episodio Il duello (Amok Time, 1967). Appare, interpretata (giovane) da Kara Zediker, nella serie prequel Enterprise e da Betty Matsushita (in un cameo) nella serie Voyager.
- T'Pring (stagione 2), interpretata da Arlene Martel (adulta) e da Mary Rice (bambina).
Vulcaniana, è la fidanzata di Spock e sua promessa sposa, con cui è legata fin dall'infanzia. Finirà però per preferirgli Stonn, che diventerà il suo amante. Il personaggio appare in seguito nella serie televisiva Strange New Worlds, dove viene interpretata da Gia Sandhu.
- Trelane (stagione 1), interpretato da William Campbell.
Essere soprannaturale in grado di modificare il tempo e la materia. Si ritiene sia il primo appartenentente al Continuum Q incontrato dalla Federazione. L'attore che interpreta Trelane, in seguito interpreterà anche il Klingon Koloth nell'episodio Animaletti pericolosi (The Trouble with Tribbles, 1967).
- Vincent DeSalle (stagioni 1-2), interpretato da Michael Barrier, doppiato in italiano da Guido De Salvi.
Tenente, nel 2267 è uno dei membri dell'equipaggio di grado più alto, tanto da essere posto al comando mentre Kirk, Spock, Scott e Sulu sono in ricognizione[27]. Partecipa alla ricognizione su Gothos[28] e su Omicron Ceti III[29].
- Zefram Cochrane (stagione 2), interpretato da Glenn Corbett.
- Vina (stagione 1), interpretata da Susan Oliver, doppiata in italiano da Serena Spaziani.[1]
Vina è una donna terrestre, unica sopravvissuta di una spedizione naufragata sul pianeta Talos IV, dove, rimasta gravemente ferita, è stata curata dai Talosiani, che, non conoscendo la fisiologia umana, l'hanno lasciata orribilmente sfigurata. Grazie al loro potere di creare illusioni, lei ha potuto tuttavia riavere la sua bellezza, ma costringendola a rimanere per sempre sul pianeta. Il personaggio compare nell'episodio pilota Lo zoo di Talos e ricomparirà nell'episodio della seconda stagione della serie Star Trek: Discovery, Se ben ricordo (If Memory Serves, 2019).

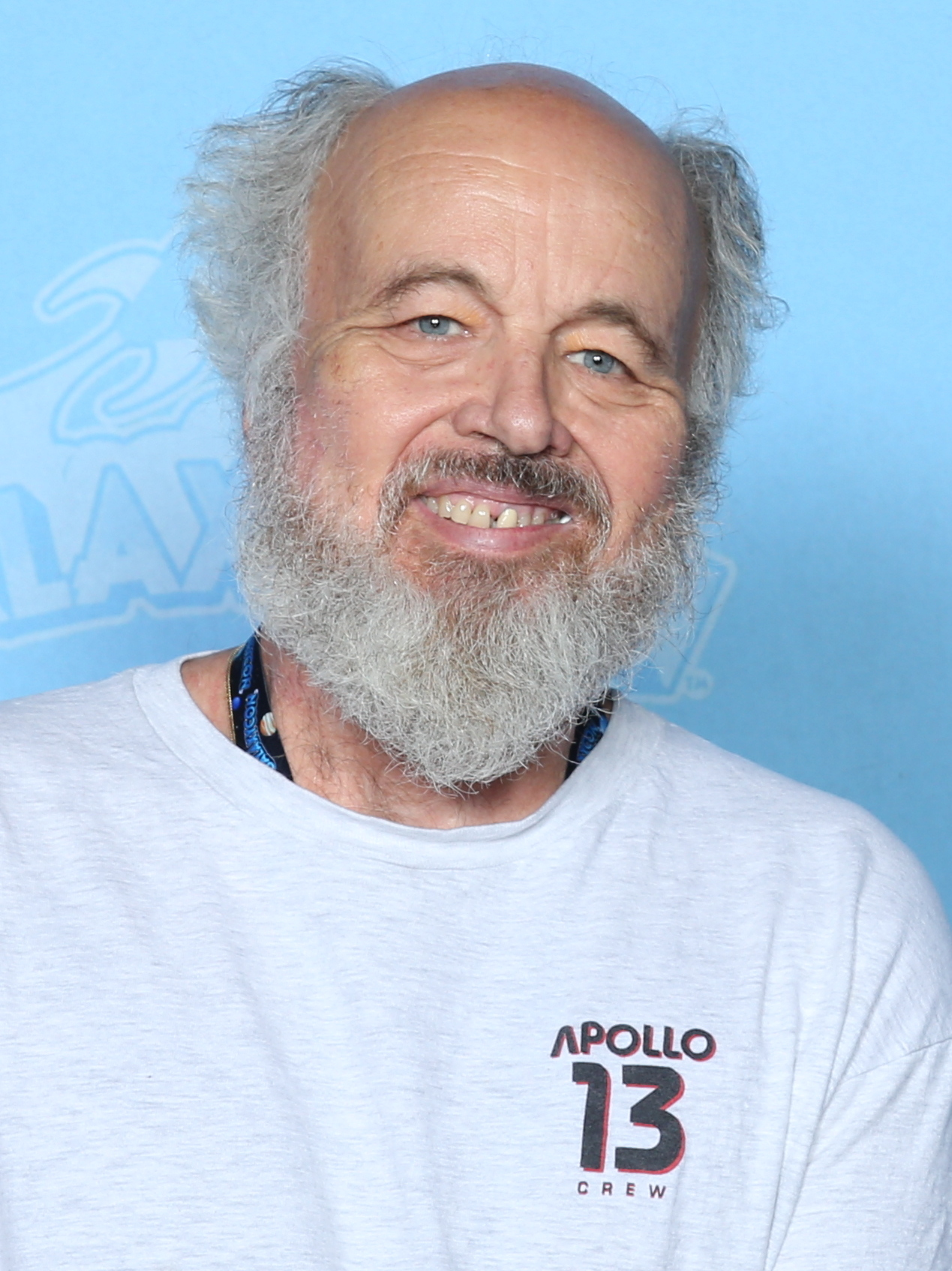
Clint Howard, interprete di Balok
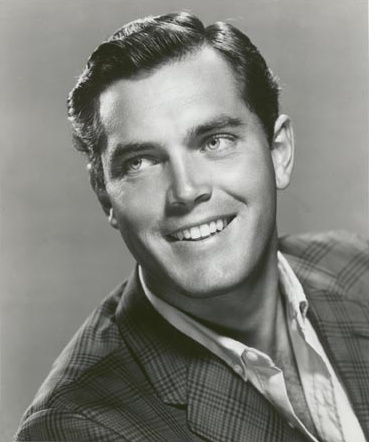
Jeffrey Hunter, interprete di Christopher Pike
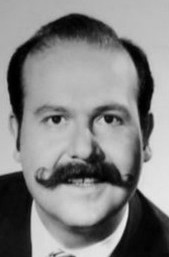
Roger C. Carmel, interprete di Harry Mudd
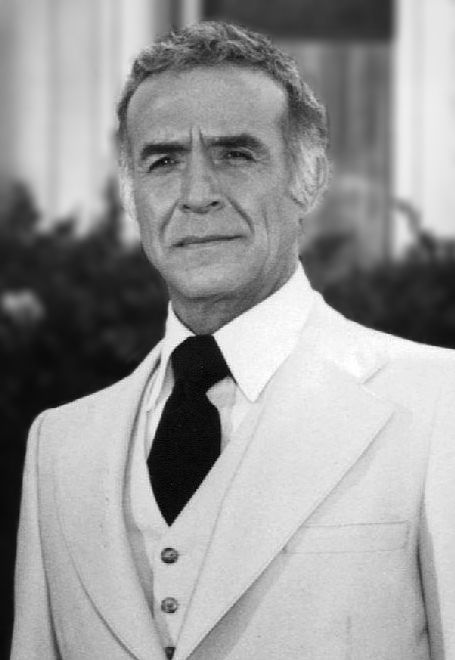
Ricardo Montalbán, interprete di Khan Noonien Singh
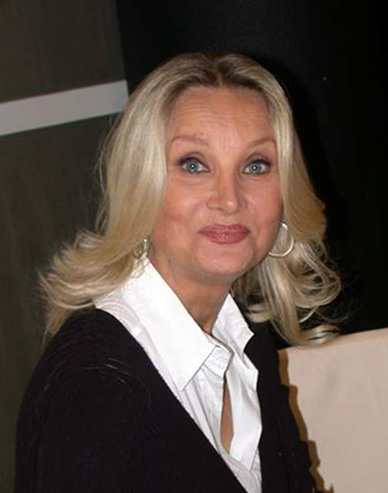
Barbara Bouchet, interprete di Kelinda
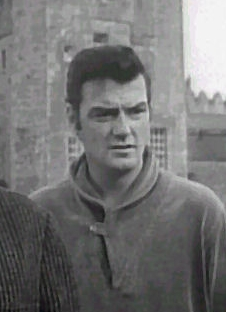
William Campbell, interprete di Koloth e Trelane
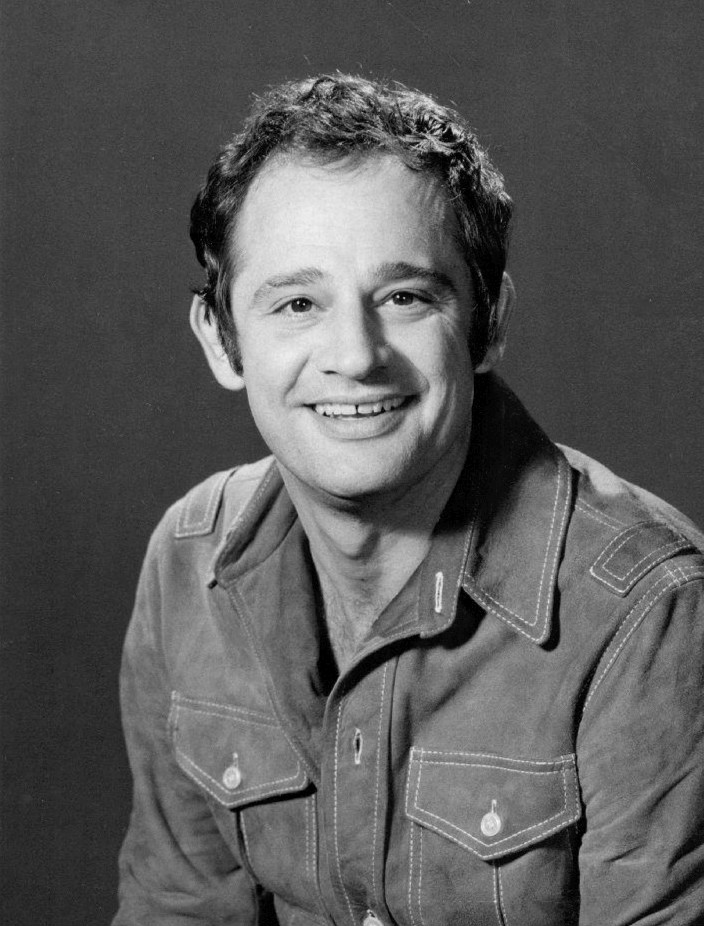
Lou Antonio, interprete di Lokai
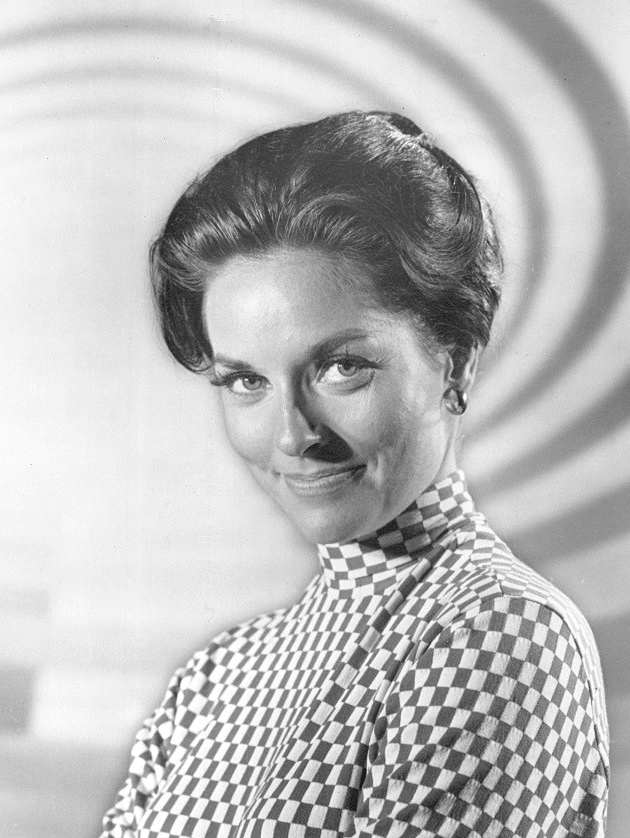
Lee Meriwether, interprete di Losira
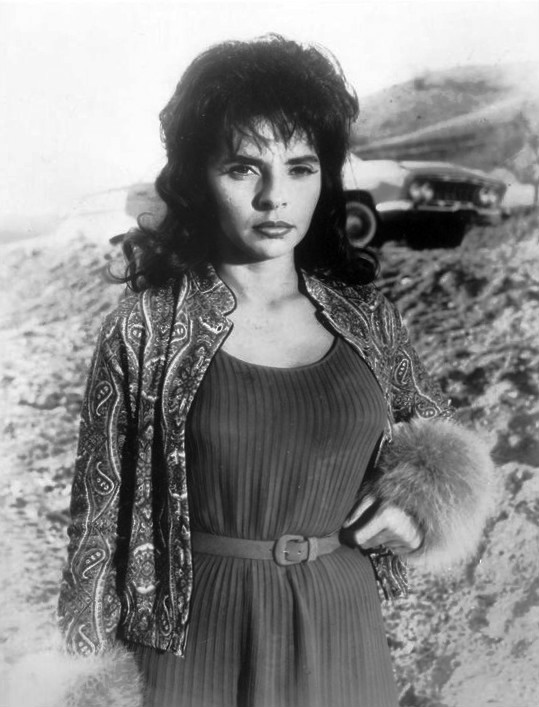
Madlyn Rhue, interprete di Marla McGivers
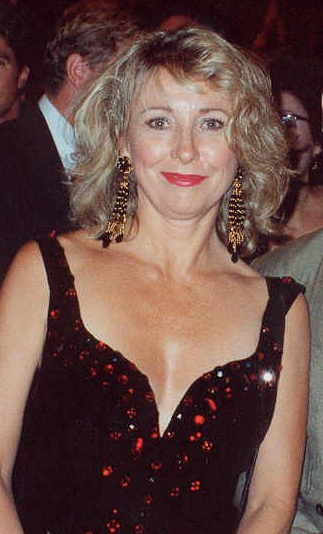
Teri Garr, interprete di Roberta Lincoln
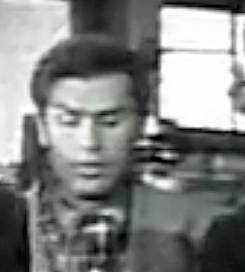
Michael Strong, interprete di Roger Korby
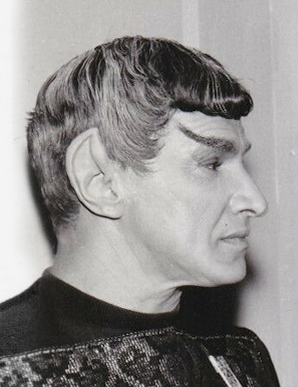
Mark Lenard, interprete di Sarek
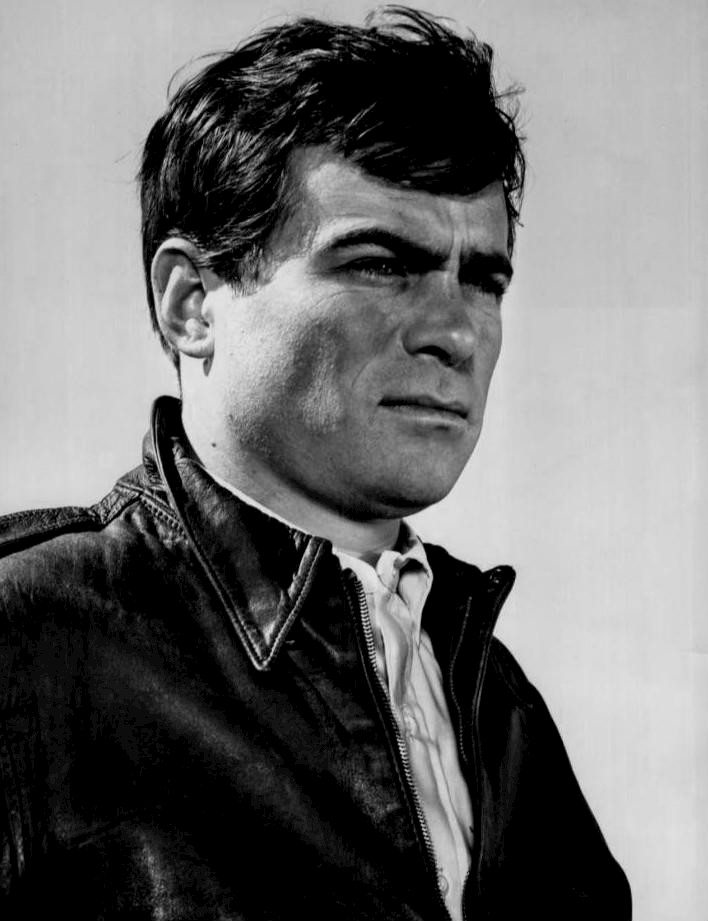
Glenn Corbett, interprete di Zefram Cochrane
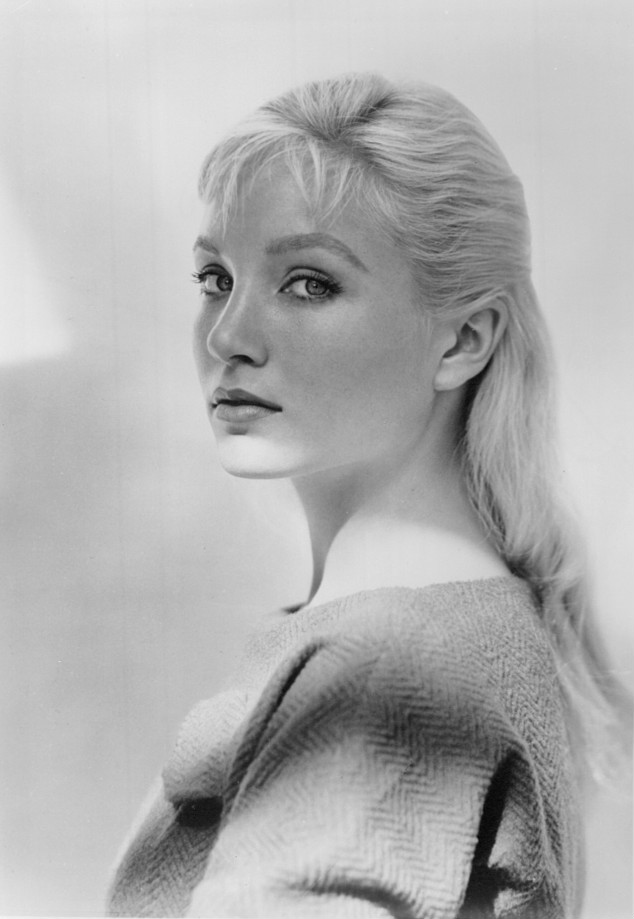
Susan Oliver, interprete di Vina

## Guest star
- Amanda Grayson (stagione 2), interpretata da Jane Wyatt, doppiata in italiano da Teresita Fabris.[1][30]
È la madre umana di Spock e moglie di Sarek. Compare in un solo episodio della serie classica[26]. Il personaggio, interpretato sempre da Jane Wyatt o da altre attrici, comparirà in svariate altre serie e film del franchise.
- Bele (stagione 3), interpretato da Frank Gorshin.[30]
Il comandante Bele è un Cheroniano che sta inseguendo il suo simile Lokai, colpevole di tradimento, da 50 mila anni attraverso la Galassia. I due si combattono da un'eternità per motivi razziali: mentre Bele è nero sul lato destro del corpo e bianco su quello sinistro, Lokai al contrario è bianco sul lato destro e nero sul lato sinistro.
- Edith Keeler (stagione 1), interpretata da Joan Collins, doppiata in italiano da Valeria Falcinelli.[1][30][13]
Negli anni 30 del XX secolo gestisce una mensa per poveri a New York. Vittima di un'accidentale somministrazione di un farmaco che lo fa impazzire, il dottor McCoy attraversa il portale del Guardiano dell'Eternità, giungendo nella New York degli anni 30 e causando salvando la vita a Edith Keeler. La squadra di sbarco scopre che l'Enterprise è scomparsa e che il viaggio nel passato del dottor McCoy ha causato un'alternazione temporale che ha modificato gli eventi della storia. Kirk e Spock decidono di seguire McCoy nel XX secolo, arrivando però prima di lui. Gli impediscono così di salvare Keeler e di alterare la linea temporale.
- Gary Mitchell (stagione 1), interpretato da Gary Lockwood.[30]
Ufficiale dell'Enterprise, nel 2265 sviluppa poteri extrasensoriali che lo rendono praticamente invincibile e al tempo stesso lo trasformano in un crudele tiranno. Viene alla fine ucciso da Kirk.
- Gary Seven, interpretato da Robert Lansing.
È un agente terrestre proveniente dal futuro[24]. L'episodio sarebbe dovuto servire da pilota per una serie spin-off basata sulle avventure di Gary Seven, mai realizzata.
- Richard Daystrom (stagione 2), interpretato da William Marshall.[30]
Il dottor Daystrom è uno dei più importanti scienziati del XXIII secolo.[31] Nato nel 2219 è considerato un genio e viene comparato ad Albert Einstein, Kazanga e Sitar di Vulcano.[31][32] Vincitore del Premio Nobel nel 2243, all'età di 24 anni, è l'inventore del computer comptronico e duotronico.[31] Negli anni sessanta del XXIII secolo sviluppa un computer che chiama multitronico e che cerca di riprodurre le sinapsi del cervello umano, permettendogli di pensare, ma ciò causa un disastro e la morte di 500 membri dell'equipaggio, cosa che lo porta all'insanità mentale, per cui viene curato in un istituto di riabilitazione.[31] Ciò comunque non intacca la sua fama e a lui è stato intitolato l'Istituto Daystrom sulla Terra.[31]
- Roberta Lincoln (stagione 2), interpretata da Teri Garr, doppiata in italiano da Maria Teresa Letizia.[1][30]
Roberta Lincoln è la segretaria di Gary Seven, agente segreto proveniente dal futuro, di cui ignora la reale identità. Non molto sveglia, col tempo però scoprirà i segreti del suo datore di lavoro.
- Ruk (stagione 1), interpretato da Ted Cassidy.[30]
È un androide al servizio del dottor Roger Korby. L'attore, Ted Cassidy, celebre per aver interpretato il lugubre maggiordomo della Famiglia Addams, appare nella serie classica anche come doppiatore, prestando la voce al pupazzo di Balok e al capitano gorn, rispettivamente negli episodi L'espediente della carbonite e Arena.

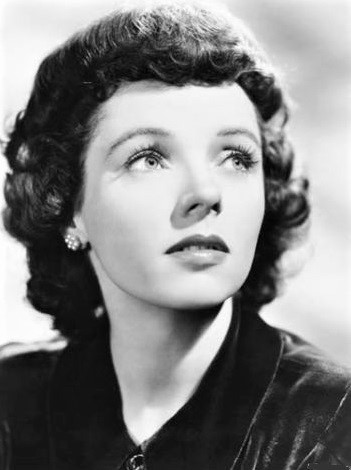
Jane Wyatt, interprete di Amanda Grayson
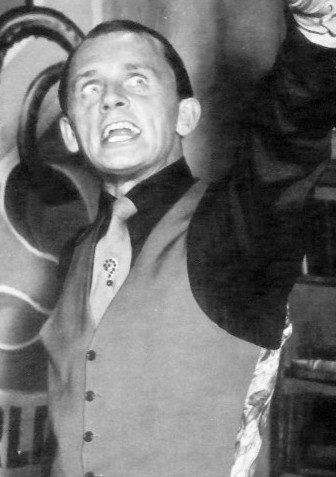
Frank Gorshin, interprete di Bele
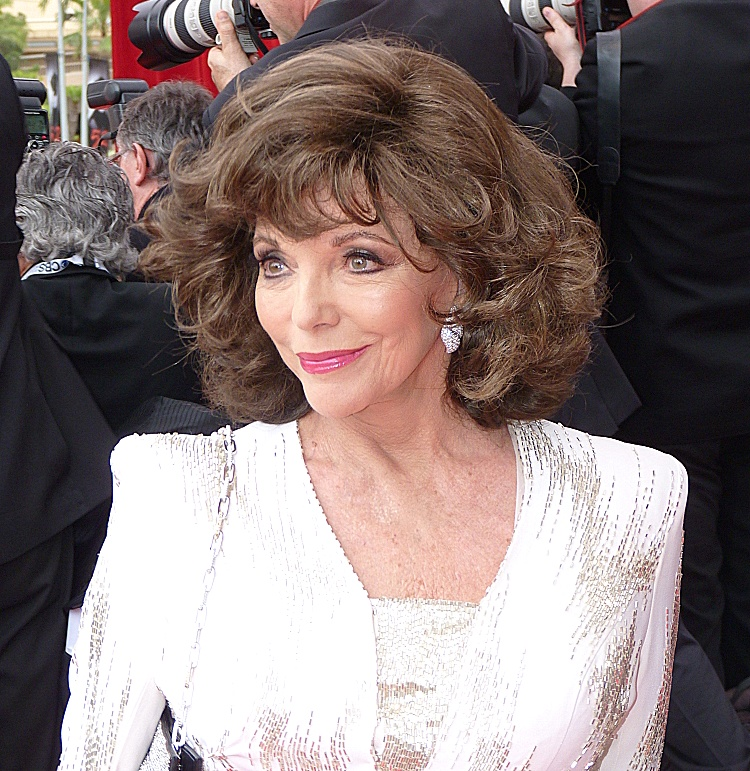
Joan Collins, interprete di Edith Keeler
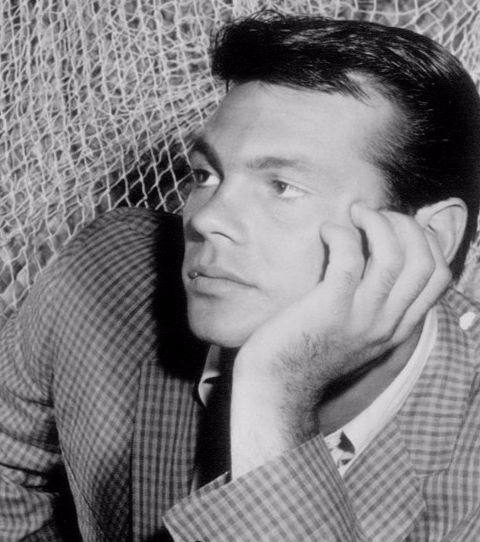
Gary Lockwood, interprete di Gary Mitchell
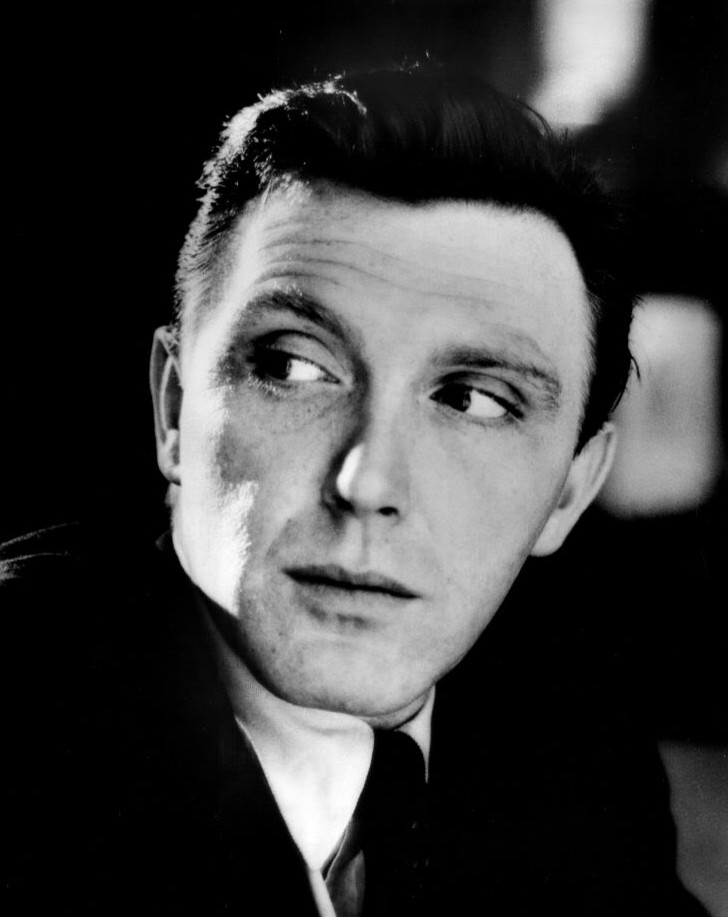
Robert Lansing, interprete di Gary Seven
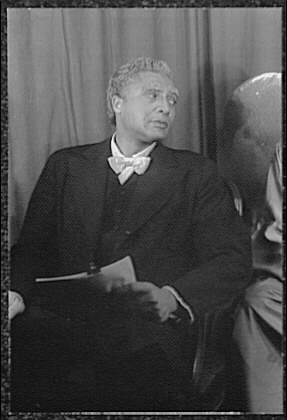
William Marshall, interprete di Richard Daystrom
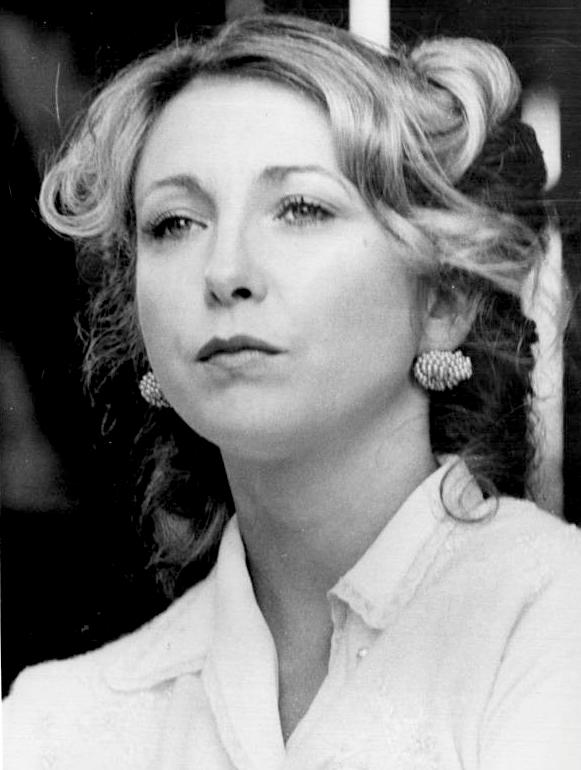
Teri Garr, interprete di Roberta Lincoln
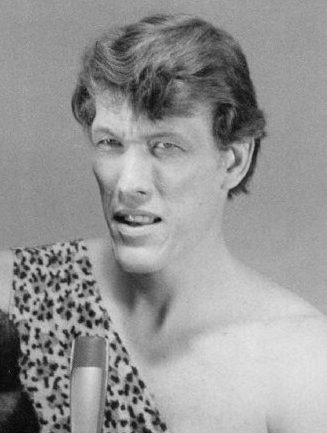
Ted Cassidy, interprete di Ruk e voce del capitano Gorn e del pupazzo di Balok